# Konstantin Sokołow
Konstantin Michajłowicz Sokołow (ros. Константи́н Миха́йлович Соколо́в, ur. 17 grudnia?/30 grudnia 1903 w Petersburgu, zm. 19 stycznia 1983 w Moskwie) – radziecki polityk, minister budownictwa miejskiego ZSRR (1949).
Od 1921 na fakultecie robotniczym Piotrogrodzkiego Instytutu Technologicznego, 1922-1929 studiował w Leningradzkim Instytucie Komunikacji Drogowej, po czym został inżynierem budowlanym. Od 1925 w WKP(b), 1929-1930 odbywał służbę w Armii Czerwonej, od 1930 pracownik naukowy Leningradzkiego Instytutu Mechanizacji Budownictwa, od 1934 w Moskwie, 1938-1939 członek Komitetu ds. Budownictwa przy Radzie Komisarzy Ludowych ZSRR, od 1939 zastępca ludowego komisarza ds. budownictwa ZSRR. Od 17 lutego 1946 do 1 czerwca 1949 ludowy komisarz/minister inżynierii budowlanej i drogowej ZSRR, od 1 czerwca do 31 grudnia 1949 minister budownictwa miejskiego ZSRR. Od 9 maja 1950 do 30 marca 1955 przewodniczący Państwowego Komitetu Rady Ministrów ZSRR ds. Budownictwa, od 10 maja 1955 do 25 lutego 1958 zastępca przewodniczącego Rady Ministrów Rosyjskiej FSRR, od 1958 zastępca ministra budownictwa Rosyjskiej FSRR, od października 1965 do lipca 1974 zastępca ministra specjalnych prac budowlanych i montażowych ZSRR, następnie na emeryturze. Deputowany do Rady Najwyższej ZSRR 4 kadencji, 1952-1956 zastępca członka KC KPZR.

## Odznaczenia
- Order Lenina (dwukrotnie)
- Order Rewolucji Październikowej
- Order Czerwonego Sztandaru Pracy
- Order Czerwonej Gwiazdy
- Order „Znak Honoru”